# Сам Великий Панджандрум
«Сам Великий Панджандрум» ― одна из шестнадцати иллюстрированных книг, созданных иллюстратором Рэндольфом Калдекоттом. Впервые опубликована в 1885 году компанией «Frederick Warne & Co». Это была последняя книга Калдекотта, который умер в 1886 году.

## Описание книги
Стихи, которые были включены в книгу «Сам Великий Панджандрум», были написаны в 1775 году английским поэтом Сэмюэлем Футом. Эти стихи были очень популярны во времена  Калдекотта.
Название книги основано на строке тарабарщины, написанной Футом: «И там присутствовали Пикнинни, и Джоллилли, и Гарьюли, и сам Гранд Панджандрум с маленькой круглой кнопкой наверху», написанной для проверки памяти. Эту фразу часто использовал знаменитый английский театральный актёр Чарльз Маклин ((1699 — 1797), который утверждал, что может дословно повторить любой текст, услышав его один раз.
С тех пор термин «панджандрум» стал использоваться для описания влиятельного человека или высокомерного чиновника. Это слово используется в песне 1909 года «У меня есть кольца на пальцах»: «...они назвали его вождем Паном Джаном Драмом, Набобом из всех них...».
Во время Второй мировой войны военные британской армии назвали экспериментальное реактивное оружие «Panjandrum». Такой персонаж также появляется как «deus ex machina» в сериале «Четверг следующий», действие которого происходит в вымышленном «Книжном мире», созданном Панджандрумом.